# Amancio (Cuba)
Amancio is een dorp op het eiland Cuba. Het dorp ligt op 20 km afstand van de zee.
Amancio telt 36.132 inwoners (2022).

## Infrastructuur
Veel huizen zijn niet aangesloten op riolering en beschikken niet over een drinkwatervoorziening.
- Library of Congress Control Number: n97089485
- Nationale Bibliotheek van Israël: 987007545030105171
- Virtual International Authority File: 129179141